# Куликово (Ребріхинський район)
Кулико́во (рос. Куликово) — село у складі Ребріхинського району Алтайського краю, Росія. Входить до складу Ребріхинської сільської ради.

## Населення
Населення — 371 особа (2010; 534 у 2002).
Національний склад (станом на 2002 рік):
- росіяни — 97 %